# Euforió (escultor)
Euforió (en llatí Euphorion, en grec antic Εὐφορίων) fou un escultor grec i orfebre amb plata mencionat per Plini el Vell en la seva Naturalis Historia. Diu que a la seva època no quedava cap mostra de l'art d'Euforió.